# Macromia euphrosyne
Macromia euphrosyne – gatunek ważki z rodziny Macromiidae.